# Deutsche Ringermeisterschaften 1926
Die 18. Deutschen Ringermeisterschaften wurden 1926 in Köln ausgetragen. 

## Ergebnisse

### Fliegengewicht
| Platz | Sportler          | Stadt/Verein        |
| ----- | ----------------- | ------------------- |
| 1     | Georg Triem       | AK Pirmasens        |
| 2     | Georg Gerstacker  | ASC Sandow Nürnberg |
| 3     | Werner Nettesheim | Köln                |

### Bantamgewicht
| Platz | Sportler      | Stadt/Verein               |
| ----- | ------------- | -------------------------- |
| 1     | Kurt Leucht   | SC Maxvorstadt Nürnberg 04 |
| 2     | Paul Reiber   | TSV Musberg                |
| 3     | Michael Dorer | Gutach                     |

### Federgewicht
| Platz | Sportler        | Stadt/Verein       |
| ----- | --------------- | ------------------ |
| 1     | Ernst Steinig   | ASV Heros Dortmund |
| 2     | Eduard Sperling | SC Nürnberg 04     |
| 3     | Gustav Paul     | Netschkau          |

### Leichtgewicht
| Platz | Sportler           | Stadt/Verein |
| ----- | ------------------ | ------------ |
| 1     | Hermann Braun      | Oftersheim   |
| 2     | Oskar Dietz        | Weingarten   |
| 3     | Ludwig Sesta (AUT) | Wien         |

### Mittelgewicht
| Platz | Sportler             | Stadt/Verein     |
| ----- | -------------------- | ---------------- |
| 1     | Viktor Fischer (AUT) | Wien             |
| 2     | Fritz Schürmann      | Mülheim am Rhein |
| 3     | Alfred Kaspar        | Koblenz          |

### Halbschwergewicht
| Platz | Sportler             | Stadt/Verein |
| ----- | -------------------- | ------------ |
| 1     | Robert Rupp          | Pirmasens    |
| 2     | Willi Presber        | Oggersheim   |
| 3     | Rudolf Pereles (AUT) | Wien         |

### Schwergewicht
| Platz | Sportler      | Stadt/Verein              |
| ----- | ------------- | ------------------------- |
| 1     | Georg Gehring | SV Siegfried Ludwigshafen |
| 2     | Ferdinand Muß | Hörde                     |
| 3     | Georg Baumann | München                   |

## Deutsche Mannschaftsmeister 1926
Nachdem die Ringer des SC Nürnberg 04 1922 und 1923 die Vizemeisterschaft errangen, wurden sie 1926 deutscher Mannschaftsmeister. Gegner war der ASV Bad Kreuznach, den man mit folgender Besetzung besiegte: Effenhäuser, Kurt Leucht, Wohlrab, Eduard Sperling, Frosch, Hans Pöhlmann und Karl Döppel.